# Umberto Peña
Umberto Peña (La Habana, 6 de diciembre de 1937-Salamanca, 21 de junio de 2023) fue un pintor y diseñador gráfico cubano. 

## Biografía
Realizó estudios en la Academia Nacional de Bellas Artes San Alejandro (1954-1958), aunque no los llegó a concluir. Compartió con estudiantes que luego serían figuras indiscutibles de la plástica cubana, como Antonia Eiriz, José Ángel Acosta León y Miguel Collazo. En 1959 ingresó en la Asociación de Grabadores de Cuba. Al año siguiente obtuvo una beca en México para estudiar en el Instituto Superior Politécnico.
Más tarde viajó a Vigo (España) y a París. En 1959 expuso sus primeras obras en Cuba (Salón Nacional) y en México (Centro de Arte Contemporáneo).
En 1961 comenzó a laborar como diseñador en el Departamento de Propaganda del Consejo Nacional de Cultura, al mismo tiempo que realizaba trabajos para la Comisión Nacional Cubana de la UNESCO. En julio de 1964 realizó en la Asociación de Grabadores de Cuba su primera exposición personal, bajo el título de 12 Litografías. En septiembre esa muestra es llevada a Praga, donde se exhibió en la Casa de la Cultura Cubana. Asimismo en los años siguientes, obras suyas formaron parte de exposiciones colectivas que se presentaron en Hungría, Bulgaria, Rumanía, la Unión Soviética, Polonia, Inglaterra, Canadá, Italia, Japón y Suecia.
Se inició como grabador en el Taller Experimental de La Habana, donde elaboró sus primeras piezas. En 1964 recibió su primer reconocimiento importante. Un conjunto de grabados suyos fue galardonado con el Premio de Litografía en la Exposición de La Habana, organizada por la Casa de las Américas. El jurado lo integraban Manuel Moreno Galván (España), Antonio Seguí (Argentina), Raquel Tibol (México) y Tomás Oliva (Cuba).
En 1967 Peña fue seleccionado entre los pintores menores de treinta y cinco años para representar a Cuba en la V Biennale de la Jeune Peinture, en Francia. Allí obtuvo uno de los seis premios que se otorgaron. Como parte de la beca correspondiente al galardón, al año siguiente se fue por seis meses a París. Durante su estancia, se dedicó a viajar, ver pintura y establecer contactos con galerías y artistas como Antonio Saura, Rómulo Macció y Pierre Alechinsky.
Entre 1970 y 1971, elaboró una serie de litografías en las que el contenido erótico iba acompañado de un matiz lleno de ironía. En esas piezas, los órganos sexuales están independizados del cuerpo, a tal punto que parecen dotados de alma propia y estar poseídos por un demonio que los impulsa a desafiar el espacio que habitan. Las miradas suspicaces y las mentalidades más pacatas se escandalizaron, y en el ambiente cultural se produjeron debates. La serie contribuyó a acrecentar su fama de artista irreverente, así como el aura de tabú que se había ido creando en torno a su obra. La política dogmática que se empezó a aplicar después del Congreso Nacional de Educación y Cultura de 1971 provocó que su obra como pintor fuera condenada al ostracismo y que sus cuadros no se expusieran más hasta 1988. Debido a eso, dejó de grabar y pintar y pasó a dedicarse por completo a su labor como diseñador gráfico.
Su actividad en el diseño gráfico se inició realmente a partir de 1963, cuando pasó a laborar en la Casa de las Américas. En 1965 redefinió el diseño de las colecciones ya existentes (Premio, Literatura Latinoamericana, Cuadernos Casa, Nuestros Países), así como también el de la revista Casa de las Américas. 
El vasto Salón de los Pasos Perdidos del Capitolio Nacional albergó en noviembre de 1980 la exposición Trapices. Era la primera muestra individual que hacía desde los años 60. Trapices fue hecha en saludo al VII Festival Internacional de Ballet y sonorizada por Juan Blanco, y fue comentada elogiosamente por varios críticos. Aquella experiencia además despertó en Peña el interés por la experimentación textil. Eso lo llevó a participar, entre 1983 y 1991, en el proyecto Telarte, que buscaba vincular a los artistas plásticos al diseño de estampados textiles para la Industria Ligera. En junio de ese año, el Museo Nacional de Bellas Artes inauguró la exposición Pintura/ Grabado/ Dibujo/ Textil/ Diseño Gráfico (en la misma quedaron excluidas las obras anteriores a 1963). Con eso su trayectoria recibió el reconocimiento que usualmente se da a los maestros y los consagrados. 
Después de su salida de la Casa de las Américas, Peña se dedicó a trabajar como freelance. A finales de 1992 viajó por un mes a México, y regresó en enero del 93, en esa ocasión para impartir durante seis meses un curso en la Universidad de Xochimilco. Al finalizarlo, pasó a Estados Unidos, donde residió por unos doce años. En ese país se dedicó fundamentalmente a trabajar como diseñador. Buena parte de esa actividad estuvo vinculada a Término Editorial, cuyos libros diseñó y emplanó.
En 2006 se mudó a Salamanca (España). En 2012 realizó su primera exposición personal desde 1988: Acerca de Salamanca. Pinturas y dibujos recientes. Una parte de la misma se pudo ver después en la Galería Club Diario de Ibiza. En esas piezas mantiene el expresionismo figurativo de su anterior obra plástica, ahora con un carácter más onírico y surrealista.
En febrero del 2011, el Edificio de Arte Cubano del Museo Nacional de Bellas Artes  de La Habana (Cuba) presentó la exposición Dos impulsos eróticos, integrada por obras suyas y de Santiago Armada. En enero de 2013, la Casa de las Américas programó una exposición de su trabajo.

## Influencias
Las obras de los muralistas mexicanos se ha manifestado en la obra de Peña a través de cierto gigantismo que tuvo su pintura, a partir de sus experiencias en México. Sus críticos también han reconocido la influencia de Francis Bacon.

## Exposiciones personales
- 1964: 12 Litografías. Asociación de Grabadores de Cuba, La Habana, Cuba; Casa de la Cultura Cubana, Praga, Checoslovaquia.
- 1965: Litografías, Dibujos. Galería de La Habana, La Habana.
- 1967: Litografías. Galería Universitaria de Arte, Aula Magna, Universidad Central, Caracas, Venezuela.
- 1968: 3 Kubaner: Llinás-Peña-Zapata. Galería Vanadis, Estocolmo, Suecia.
- 1970: Lithografien aus Cuba. Umberto Peña, Alfredo Sosabravo. Galería Zentrifuge, Berlín, República Federal de Alemania.
- 1971: Exhibition of Engravings. Galería Doctor Glas, Estocolmo, Suecia.
- 1980: Trapices. Salón de los Pasos Perdidos, Academia de Ciencias de Cuba, Capitolio Nacional, La Habana.
- 1988: Pintura. Grabado. Dibujo. Textil. Diseño Gráfico. Museo Nacional de Bellas Artes, La Habana.
- 2010: Dos impulsos de lo erótico. Santiago Armada y Umberto Peña. Museo Nacional de Bellas Artes, La Habana, Cuba.
- 2012: Pinturas. Centro Cultural Caja España-Duero Salamanca, España.
- 2012: Pinturas y Dibujo. Galería Club Diario de Ibiza, España.
- 2013: Umberto Peña: regreso  aun pintor visceral. Galería Latinoamericana, Casa de las Américas, La Habana.

## Exposiciones colectivas
- 1968: Pittura Cubana Oggi. Istituto Italo-Latinoamericano, Piazza Marconi, Rome, Italia.
- 1972: Engravings of 16 painters from Latin America. Galerie Michel Cassé, Paris, Francia.
- 1983: Cuban Poster Art. A Retrospective 1961-1982. Westbeth Gallery, Nueva York, Estados Unidos.